# Рио-дель-Мар (Калифорния)
Рио-дель-Мар (англ. Rio del Mar, исп. Río del Mar с исп. — «Река, впадающая в море») ― некорпоративная деревня в округе Санта-Круз, Калифорния, США, которая образует некорпоративное сообщество Аптос. По данным переписи населения США 2020 года, его население составляло 9 128 человек. В статистических целях Бюро переписи населения США определило Рио-дель-Мар как место проведения переписи населения (CDP).
Такое название было выбрано для популяризации недвижимости в этом районе в 1920-х годах.

## География

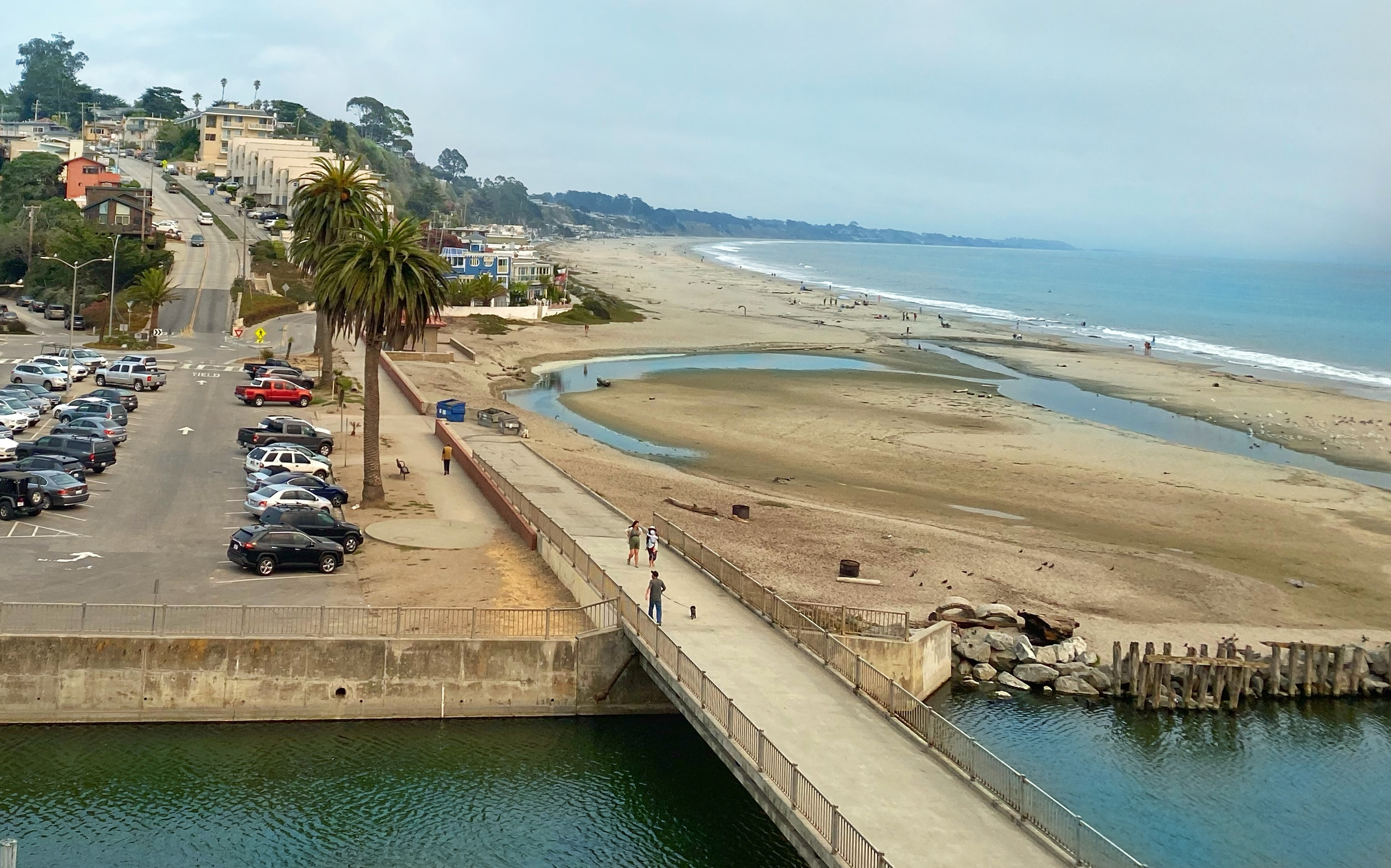
Вид на государственный пляж Рио-дель-Мар

По данным Бюро переписи населения США, общая площадь округа составляет 4,6 квадратных миль (12 км²), из которых 3,0 квадратных миль (7,8 км²) занимает суша, а 1,6 квадратных миль (4,1 км²) (34,94%) — вода. В статистических целях Бюро переписи населения США определило Рио-дель-Мар как район, предназначенный для проведения переписи населения. Определение этого района, данное в ходе переписи, может не совсем соответствовать местному пониманию одноименного района.
Ручей Аптос протекает через Рио-дель-Мар и впадает в залив Монтерей.

## Парки

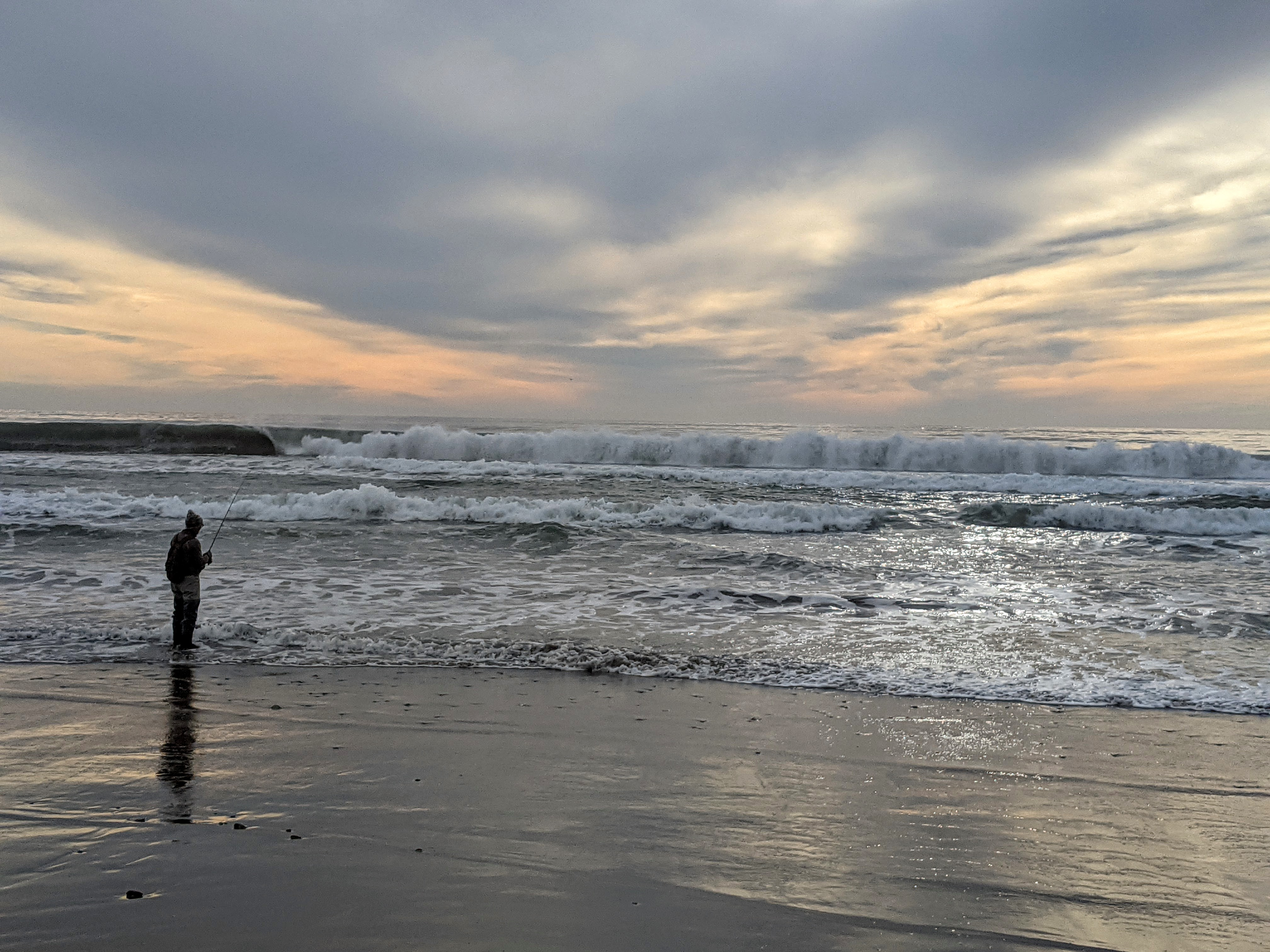
Рыбалка на государственном пляже Рио-дель-Мар зимним днем

Рио-дель-Мар граничит с государственным пляжем Сиклифф, на котором находятся останки цементного судна SS Palo Alto. Судно было спущено на воду 29 мая 1919 года. Во время Первой мировой войны было уже слишком поздно идти на службу, и после войны его причалили как развлекательный катер с удобствами, включая танцпол, бассейн и кафе. Судно SS «Пало-Альто» исторически примыкало к пляжу рыбацким пирсом, который был сильно повреждён во время шторма в январе 2023 года и впоследствии снесён.